# Mel de Barroso
O Mel de Barroso DOP é um produto de origem portuguesa com Denominação de Origem Protegida pela União Europeia (UE) desde 21 de junho de 1996.

## Agrupamento gestor
O agrupamento gestor da denominação de origem protegida "Mel de Barroso" é a CAPOLIB - Cooperativa Agrícola de Boticas, CRL.